# Гейгер (лунный кратер)
Кратер Гейгер (лат. Geiger) — крупный молодой ударный кратер в южном полушарии обратной стороны Луны. Название присвоено в честь немецкого физика Ханса Гейгера (1882—1945) и утверждено Международным астрономическим союзом в 1970 г. Образование кратера относится к позднеимбрийскому периоду.

## Описание кратера
Ближайшими соседями кратера являются кратер Бейеринк на западе, кратер Килер на северо-востоке, кратер Хевисайд на востоке-северо-востоке; кратер Цвикки на востоке, кратер Парацельс на юге-юго-востоке, кратер Сирано на юге, а также кратер Арминский на юге-юго-западе. Селенографические координаты центра кратера 14°23′ ю. ш. 158°25′ в. д. / 14,39° ю. ш. 158,41° в. д., диаметр 36,6 км, глубина 2,1 км.
Кратер имеет полигональную форму, умеренно разрушен. Вал кратера хорошо очерчен, кроме юго-восточной части, где он сглажен. Внутренний склон вала имеет наибольшую ширину в северной части, достигая вместе с осыпью у подножия трети чаши кратера. Средняя высота вала кратера над окружающей местностью 960 м, объем кратера составляет приблизительно 820 км³. Дно чаши кратера сравнительно ровное, отмечено несколькими мелкими кратерами.

## Сателлитные кратеры
| Гейгер | Координаты                                              | Диаметр, км |
| ------ | ------------------------------------------------------- | ----------- |
| K      | 15°53′ ю. ш. 159°39′ в. д. / 15,89° ю. ш. 159,65° в. д. | 10,2        |
| L      | 16°06′ ю. ш. 159°02′ в. д. / 16,1° ю. ш. 159,03° в. д.  | 6,2         |
| R      | 15°29′ ю. ш. 156°25′ в. д. / 15,48° ю. ш. 156,41° в. д. | 40,4        |
| Y      | 12°26′ ю. ш. 158°06′ в. д. / 12,44° ю. ш. 158,1° в. д.  | 28,2        |

- Образование сателлитного кратера Гейгер R относится к нектарскому периоду[4].